# Evangelische Kirche (Eichelsdorf)

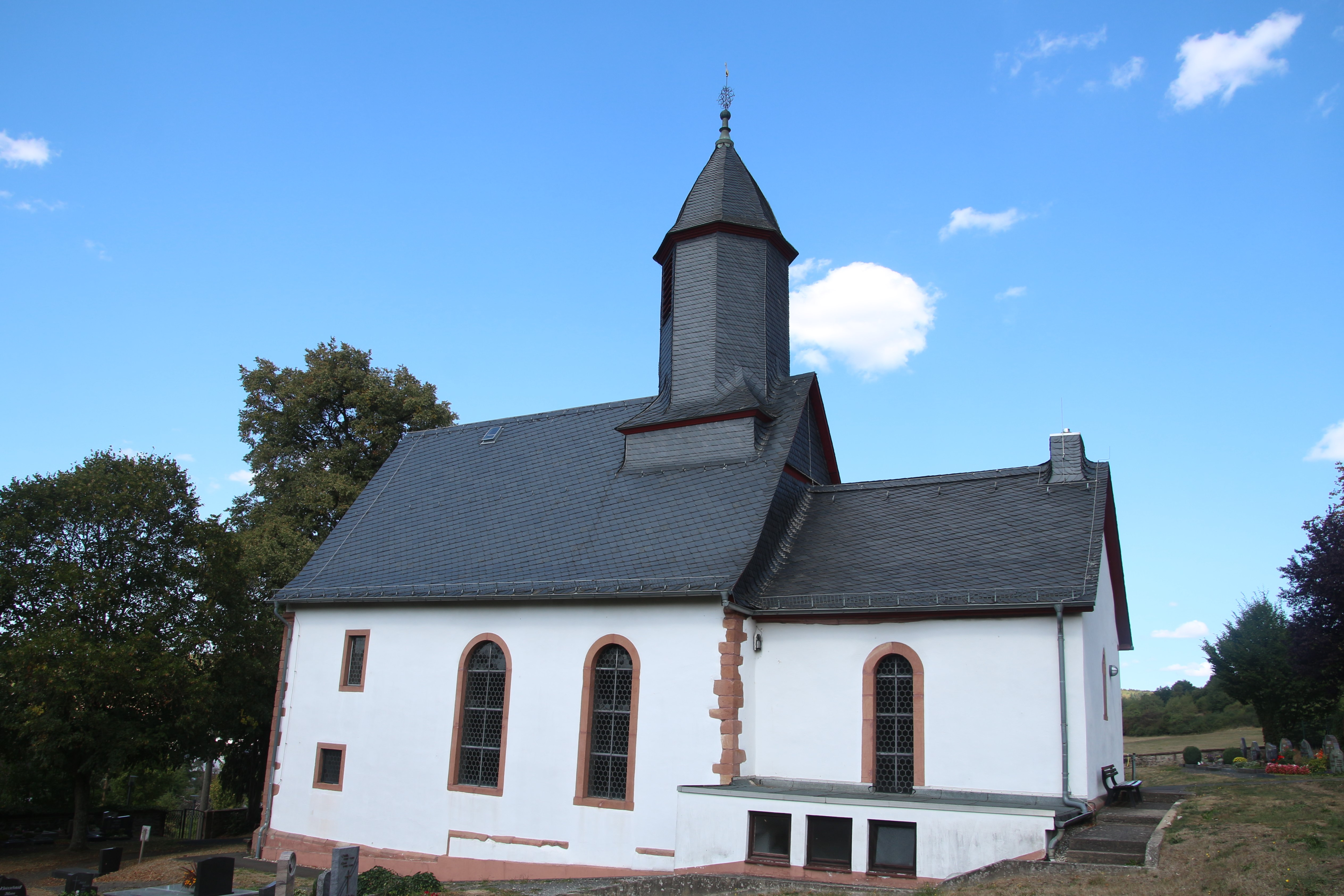
Eichelsdorfer Kirche von Süden

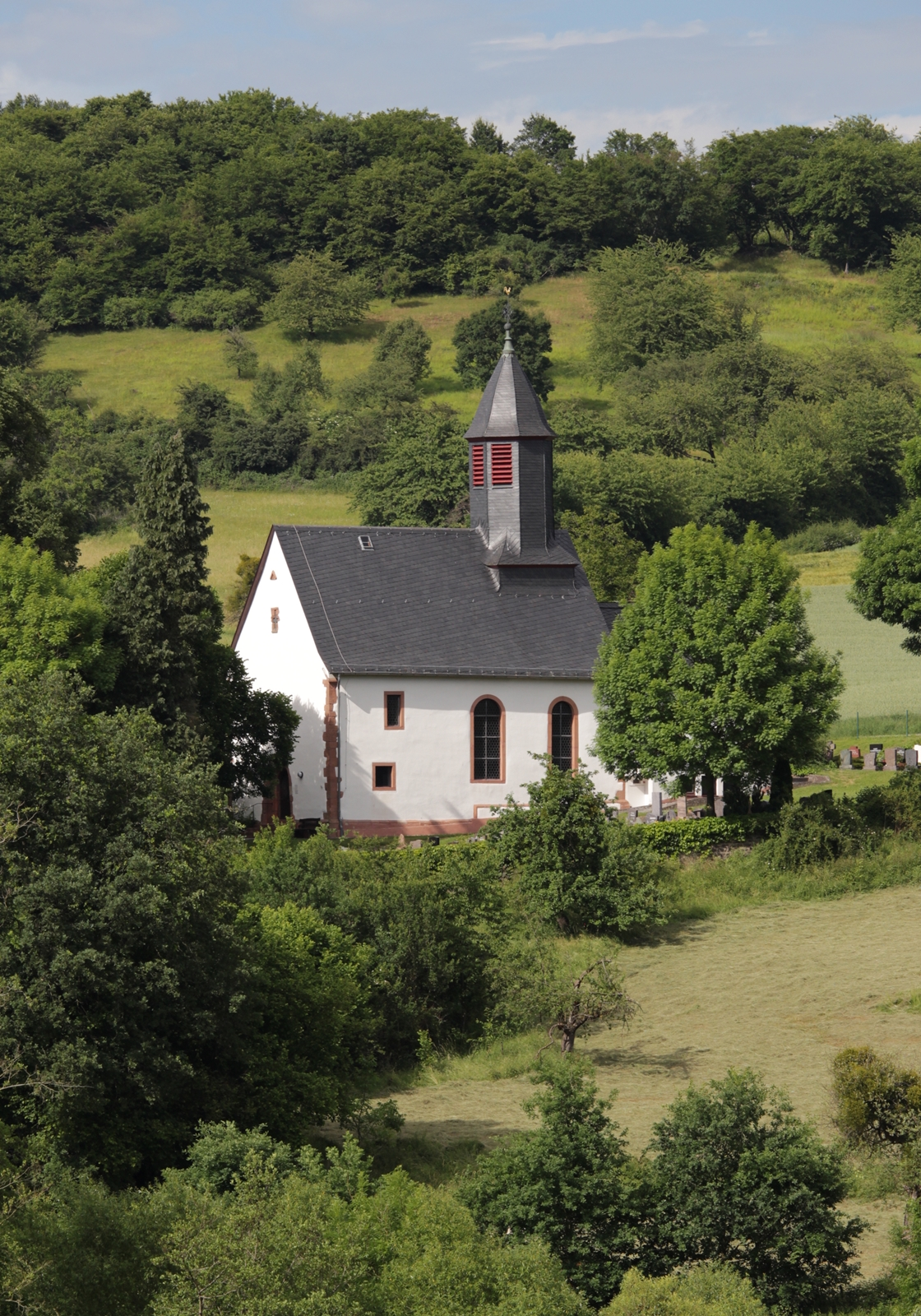
Blick auf den Kirchenhügel

Die Evangelische Kirche in Eichelsdorf, einem Stadtteil von Nidda im Wetteraukreis (Hessen), ist eine im Kern spätromanische Saalkirche aus der ersten Hälfte des 13. Jahrhunderts. Nach Erneuerungen im Dreißigjährigen Krieg im Jahr 1631 und nach einem Brand im Jahr 1657 erhielt sie ihr heute maßgebliches Aussehen. Die kleine Saalkirche mit Haubendachreiter und eingezogenem Rechteckchor ist aus geschichtlichen und künstlerischen Gründen hessisches Kulturdenkmal.

## Geschichte
Im Jahr 1187 wird bereits die Eichelsdorfer Kirche als Filiale genannt. Zusammen mit der heutigen Wüstung Rechelshausen gehörte Eichelsdorf (Eigelesdorph) zum Kirchspiel Nidda, als Graf Berthold II. die alte Pfarrkirche in Nidda samt umfangreichem Grundbesitz der Johanniter-Kommende, die zur Ballei Wetterau gehörte, schenkte. Die heutige Kirche in Eichelsdorf wurde in der ersten Hälfte des 13. Jahrhunderts errichtet.
In kirchlicher Hinsicht gehörte die Pfarrkirche im Mittelalter zum Archidiakonat von St. Maria ad Gradus im Erzbistum Mainz. Im Altar fand sich 1705 ein Pergament mit dem 8. August 1452 als Weihedatum. Er unterstand dem Patrozinium der Jungfrau Maria, des Evangelisten Johannes und der Heiligen Laurentius von Rom und Cyriakus.
Mit Einführung der Reformation wechselte Eichelsdorf zum evangelischen Bekenntnis. Erster evangelischer Pfarrer war im Jahr 1538 ein „Herr“ Wolfgang. In nachreformatorischer Zeit war Ober-Schmitten als Filiale nach Eichelsdorf eingepfarrt. Im Dreißigjährigen Krieg wurde die Kirche beschädigt und 1631 wiederhergestellt. Eine Legende erklärt den heutigen Standort außerhalb des Ortes: „Als die Eichelsdorfer die Absicht hatten, eine Kirche zu bauen, sollte diese unten in den Grund, bei der Junkermühle, zu stehen kommen. Das litt aber der Teufel nicht. Alle Nacht trug er ihnen die Steine und das Holz hinauf auf die Anhöhe über dem Ort. Alles Bitten und Betteln nutzte nichts, man musste die Kirche dahin bauen, wo sie jetzt noch steht, so ungelegen es den Leuten auch immer war.“

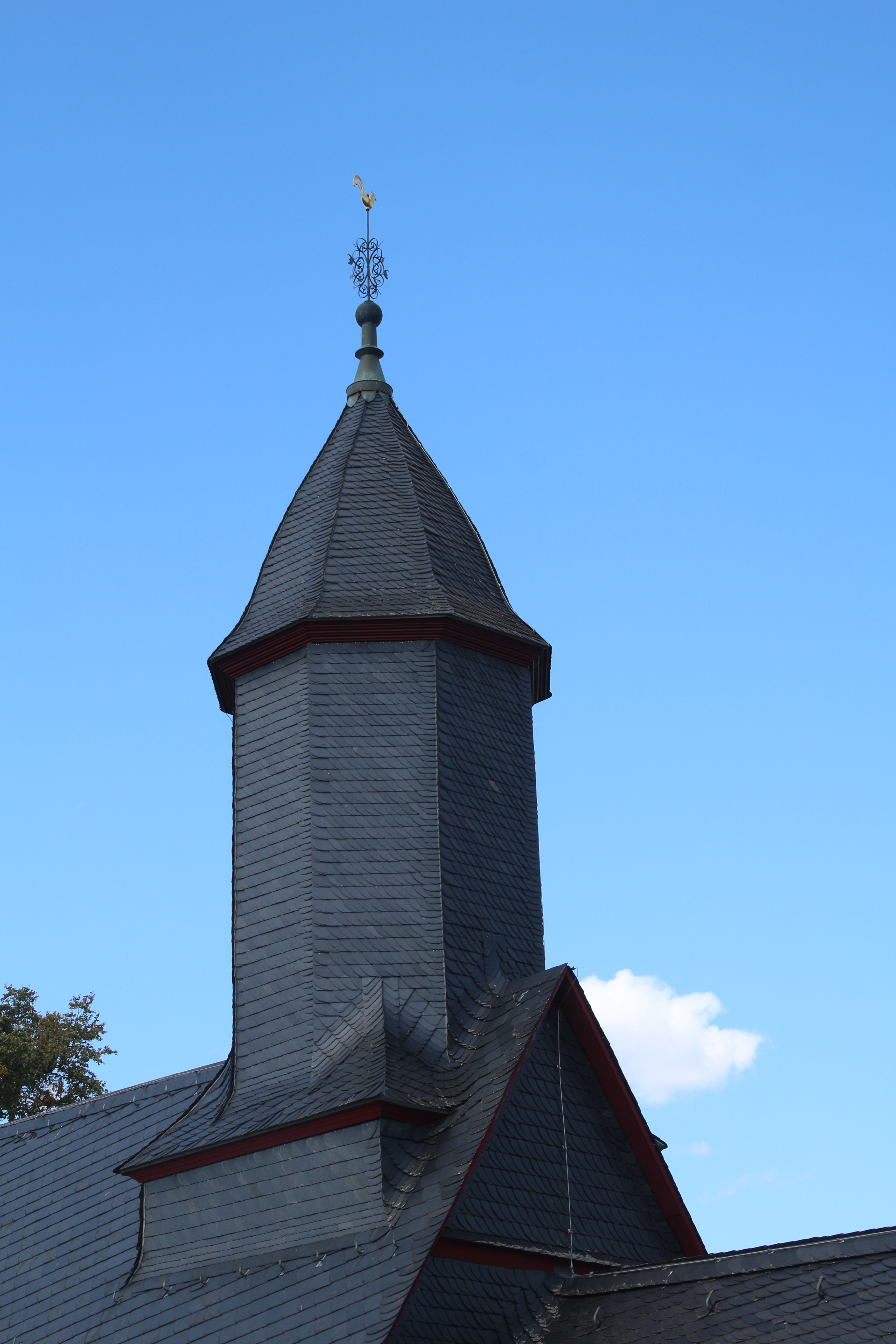
Dachreiter aus barocker Zeit

Infolge fehlender Vorsicht des Schulmeisters Hermann Kummer, der seinen Tabak auf dem Dachboden der Kirche trocknete, brannte der Dachstuhl 1657 ab. In der Folge erhielt sie 1658 ein steileres Satteldach mit Dachreiter. Die zerstörte Vater-unser-Glocke wurde 1662 neu gegossen. Der mittelalterliche Altar wurde 1676 abgebrochen und erneuert. Eine erste Orgel schaffte die Gemeinde im Jahr 1692 an, die 1877 durch ein neues Instrument von Johann Georg Förster mit elf Registern auf mechanischen Kegelladen ersetzt wurde. Im Jahr 1705 folgte eine Innenrenovierung. In diesem Zuge wurden die Stuckarbeiten im Chor entfernt. Im 18. Jahrhundert wurden im Schiff Emporen eingebaut und ein Zugang durch die Nordwand eingebrochen.
Aufgrund von Feuchtigkeit wurden das Fundament des Chors an der Ostseite von 1914 bis 1919 trockengelegt und ein weiteres Chorfenster eingebaut. 1926 wurde die zersprungene Vater-Unser-Glocke umgegossen und um eine weitere Glocke ergänzt. Bei Einbau einer neuen Heizung während einer umfassenden Renovierung im Jahr 1927 wurden unter dem Fußboden der Kirche Gräber mit Knochenresten gefunden. Zehn Jahre nach der Ablieferung einer Glocke im Jahr 1942 goss die Firma Rincker zwei neue Glocken.
Nach ihrem Kirchenneubau im Jahr 1958 trennte sich die Kirchengemeinde Ober-Schmitten 1961 von Eichelsdorf und wurde eine eigenständige Gemeinde. In den 1980er Jahren wurde die alte Verbindung wiederhergestellt.
In den Jahren 1964 bis 1965 folgte eine umfassende Renovierung der Kirche in Eichelsdorf, die auch eine weitgehende Erneuerung der Kirchenausstattung beinhaltete. Zwei Chorfenster wurden vermauert, das romanische Fenster im unteren Bereich wiederhergestellt, der Chorbogen und die Sandsteinrosette über dem Westportal saniert und die Sakramentsnische im Chor tiefergesetzt. Entfernt wurde die Außentreppe an der Nordseite, die zur Empore führte, und die Tür vermauert. Im Jahr 1975 erfolgten der Anbau der Sakristei und die Sanierung des Glockenturms, im Jahr 2003 die Erneuerung des Chordachs.

## Architektur

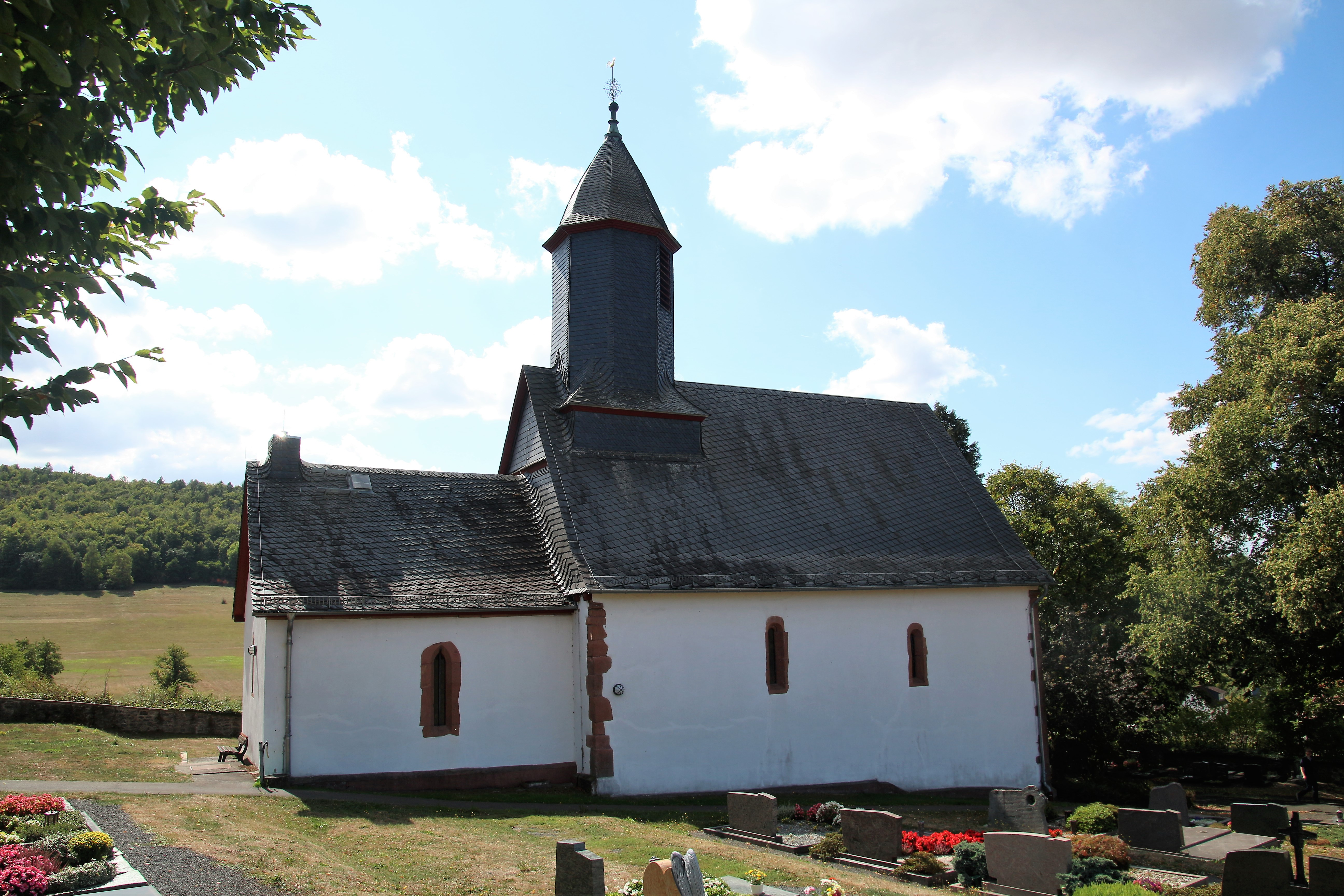
Blick von Norden

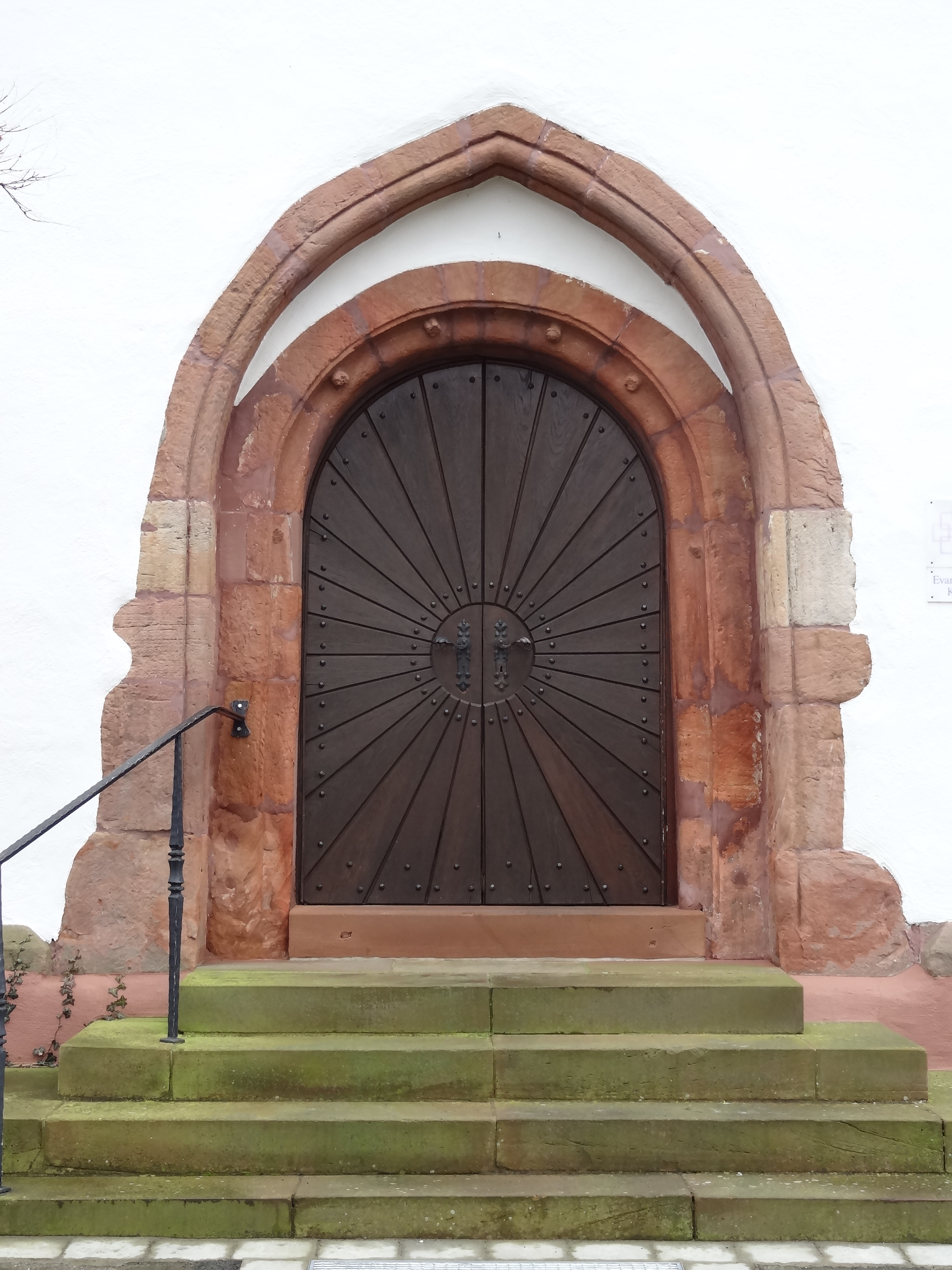
Westportal

Die geostete Kirche ist leicht erhöht auf einem Hügel außerhalb und östlich des Dorfes errichtet. Der kleine Saalbau aus Bruchsteinmauerwerk auf rechteckigem Grundriss ist weiß verputzt. Die Grundmauern des Schiffs gehen auf das 13. Jahrhundert zurück und wurden 1631 nicht, wie vermutet, erweitert. Die Eckquaderung, der Sockel und die Gewände aus rotem Sandstein sind vom Verputz ausgespart. Den Ostabschluss bildet ein eingezogener und niedrigerer Rechteckchor aus der ersten Hälfte des 13. Jahrhunderts. Das Gelände ist von einer teilweise erhaltenen Friedhofsmauer eingefriedet, die auf den wehrhaften Charakter der Kirche hinweist.
Dem verschieferten Satteldach des Schiffs ist im Osten ein oktogonaler Haubendachreiter des 17. Jahrhunderts aufgesetzt, der vollständig verschiefert ist und sich aus einer quadratischen Basis entwickelt. In der Glockenstube sind kleine rechteckige Schallöffnungen eingelassen. Sie beherbergt ein Dreiergeläut, eine Glocke von Johannes Henschel, die während der Amtszeit von Pastor Ludwig Christoph Horn (1695–1730) gegossen wurde, und zwei Rincker-Glocken von 1952. Die Haube wird von einem Wetterhahn mit Turmknauf und Kreuz bekrönt. Das Satteldach des Chors und die östliche Giebelseite des Schiffs sind ebenfalls verschiefert. Das Schiff wird an der Nordseite durch zwei schmale Schlitzfenster und an der östlichen Südseite durch zwei große Rundbogenfenster aus barocker Zeit und an der westlichen Südseite durch ein kleines querrechteckiges und ein hochrechteckiges Fenster belichtet. Der Chor wird durch ein großes rundbogiges Südfenster und zwei schmale Fenster im Osten und Norden mit Licht versorgt. Die zwei schmalen Fenster im Norden und das östliche Chorfenster sind konisch und mit Fase und stammen noch aus romanischer Zeit, das Nordfenster des Chors hat bereits einen stumpfen Spitzbogen. Über dem rundbogigen Westportal mit spitzbogiger Blende und Krabben ist ein Rundfenster, im Giebeldreieck eine kreuzförmige Öffnung und in der Spitze ein Dreiecksgiebel aus rotem Sandstein als Spolie eingelassen.

## Ausstattung

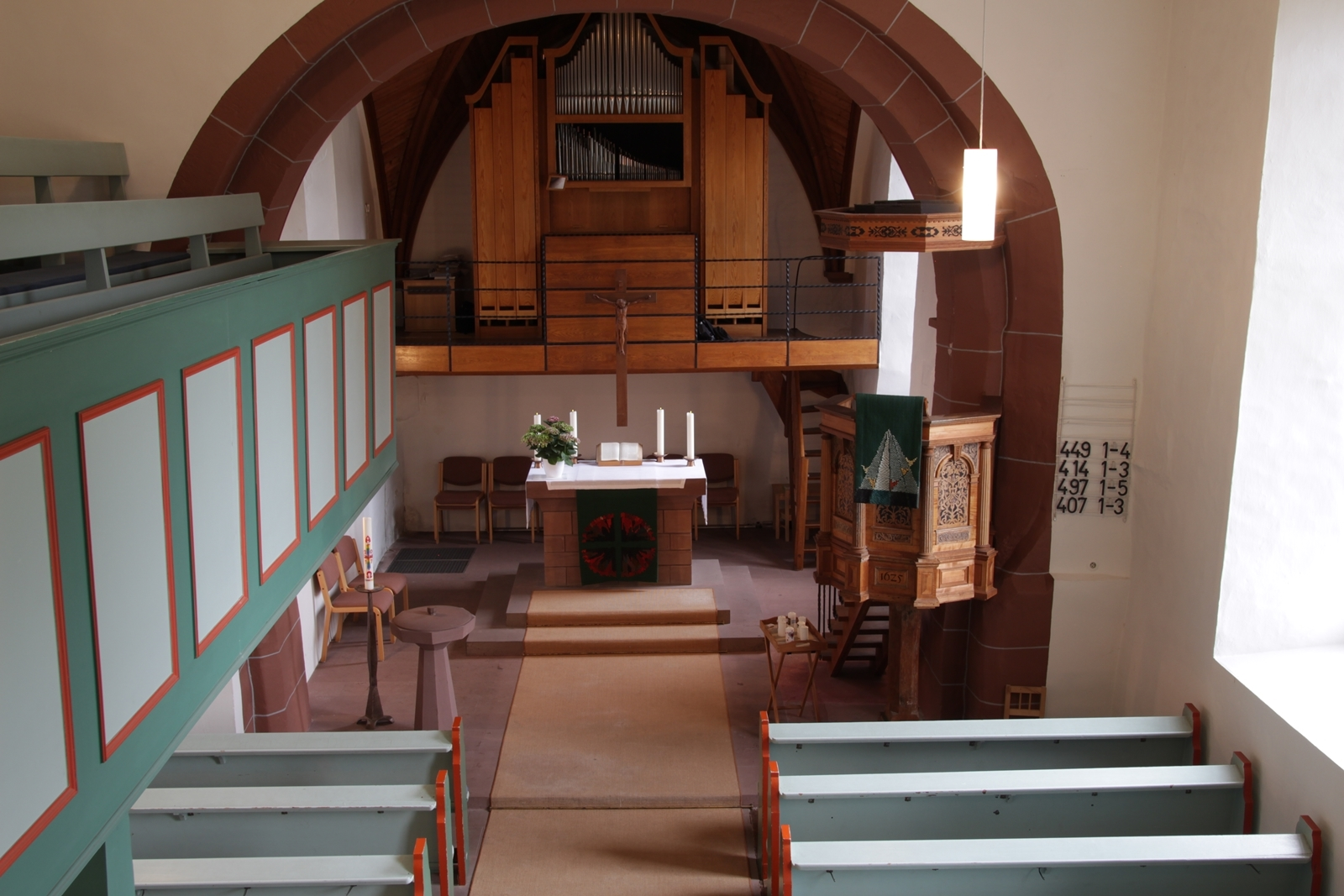
Innenraum mit Blick auf den Chor

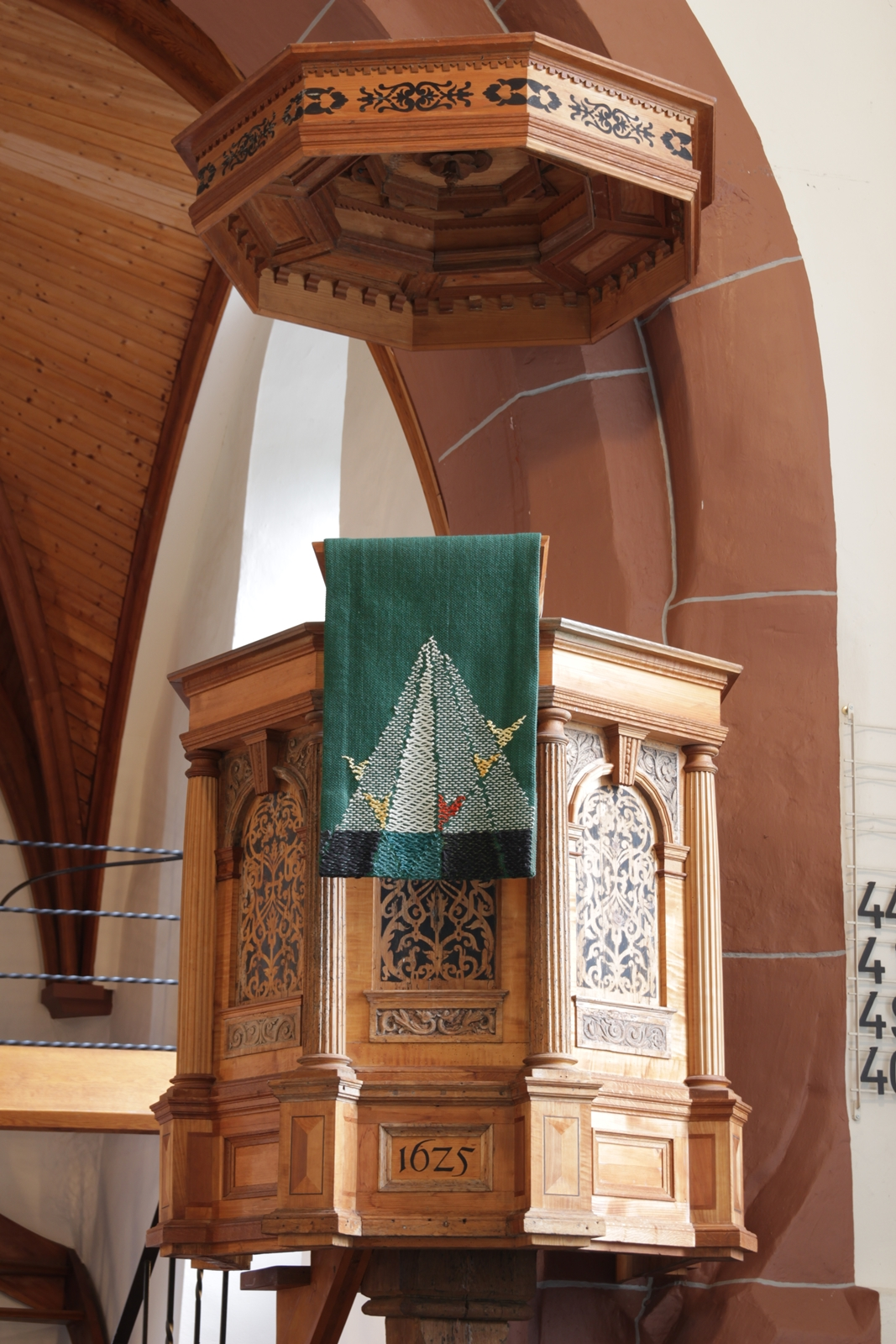
Renaissance-Kanzel von 1625

Im Schiff ruht die Flachdecke auf einem Längsunterzug. Ein großer Rundbogen aus rotem Sandstein mit Quaderbemalung öffnet den Chor zum Schiff. Der Chor wird seit 1965 von einem hölzernen Kreuzrippengewölbe abgeschlossen, das auf den alten Konsolsteinen ruht. Das ursprüngliche Steingewölbe ist nicht erhalten und wurde vermutlich in der Mitte des 18. Jahrhunderts oder 1808 herausgebrochen. Im Chor ist seit 1965 eine moderne Empore eingebaut, die als Aufstellungsort für die Orgel dient. Gegenüber der alten Empore ist sie etwas zurückgesetzt und erhöht. Die hölzerne Winkelempore im Norden und Westen stammt aus dem 18. Jahrhundert. Sie wird von schlichten Vierkantpfosten getragen und hat eine schlichte kassettierte Brüstung. Der Fußboden ist seit 1971 mit Sandsteinplatten belegt.
Ältester Einrichtungsgegenstand ist die holzsichtige polygonale Renaissance-Kanzel mit achtseitigem Schalldeckel, die von 1625 datiert. Sie ist aus Fichtenholz gefertigt und reich verziert. Der Sockelbereich weist Furniere und Intarsien aus verschiedenfarbigen Hölzern auf, der Gesimskranz ist profiliert. Kannelierte Dreiviertelsäulen (eine aus Eiche und drei aus Birnbaum) gliedern die fünf Kanzelfelder, die Schnitzereien aus Eiche und rahmendes Werk aus Ahorn aufweisen. Unter Rundbögen sind Rankenornamente mit Schablonen aufgemalt. Im Zuge der Innenrenovierung in den 1960er Jahren wurden ein neuer Altar aus Sandstein, ein neues oktogonales Sandstein-Taufbecken der Firma Dehnel und eine neue Orgel angeschafft. Das hölzerne Kirchengestühl lässt einen Mittelgang frei.

### Orgel

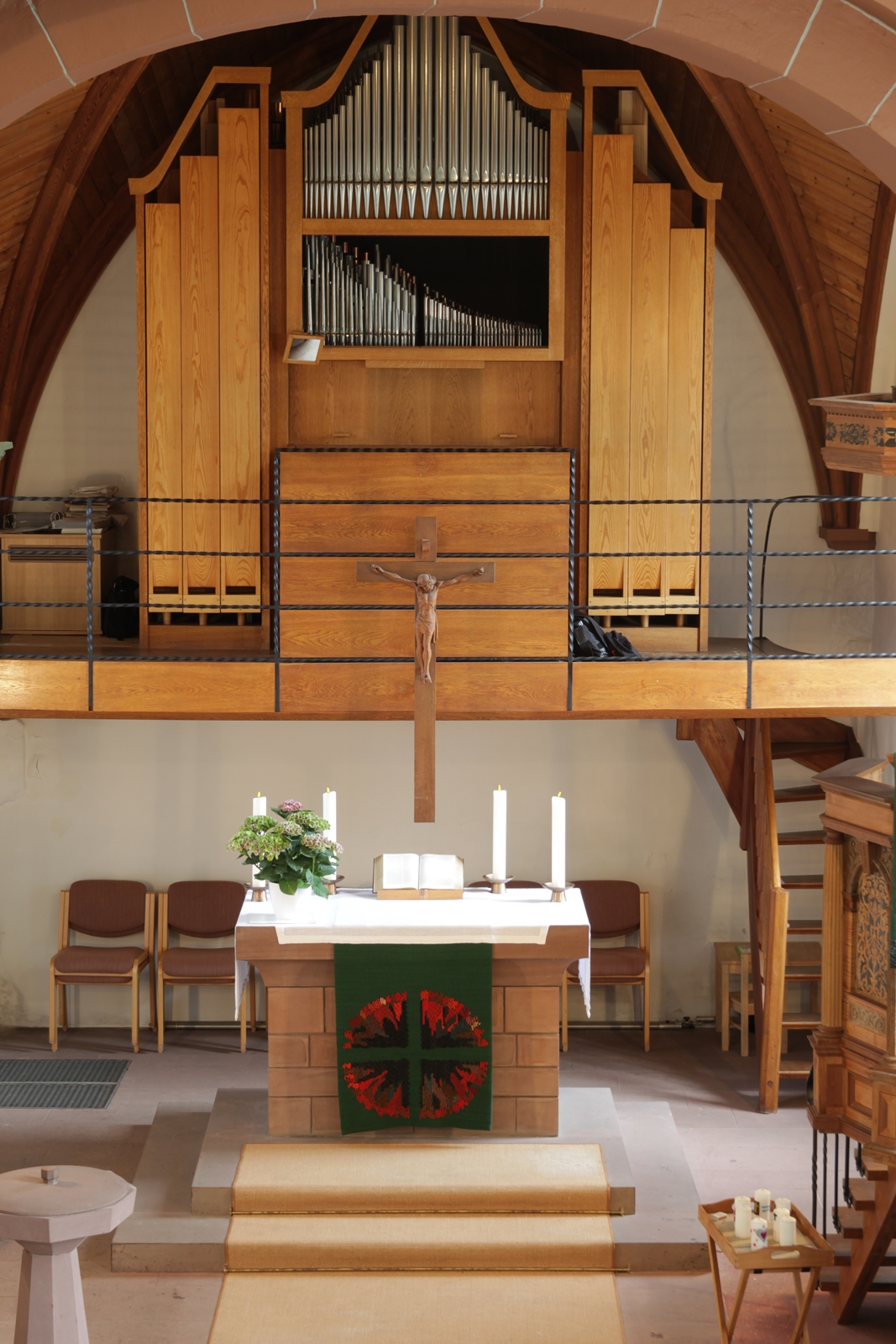
Bosch-Orgel von 1965

Die heutige Orgel baute die Firma Werner Bosch Orgelbau (Sandershausen) im Jahr 1965. Sie verfügt auf mechanischen Schleifladen über zwölf Register, die auf zwei Manuale und Pedal verteilt sind. Die Disposition lautet wie folgt:
| I Hauptwerk C–f3 |       |
| Rohrflöte        | 8′    |
| Prinzipal        | 4′    |
| Waldflöte        | 4′    |
| Mixtur IV–V      | 1 ⁄3′ |

| II Oberwerk C–f3 |    |
| Kupfergedackt    | 8′ |
| Koppelflöte      | 4′ |
| Prinzipal        | 2′ |
| Sifflöte         | 1′ |
| Sesquialter II   |    |
| Tremulant        |    |

| Pedal C–f1   |     |
| Subbass      | 16′ |
| Spitzgedackt | 8′  |
| Rohrquintade | 4′  |

- Koppeln: II/I, I/P, II/P